# Parramatta

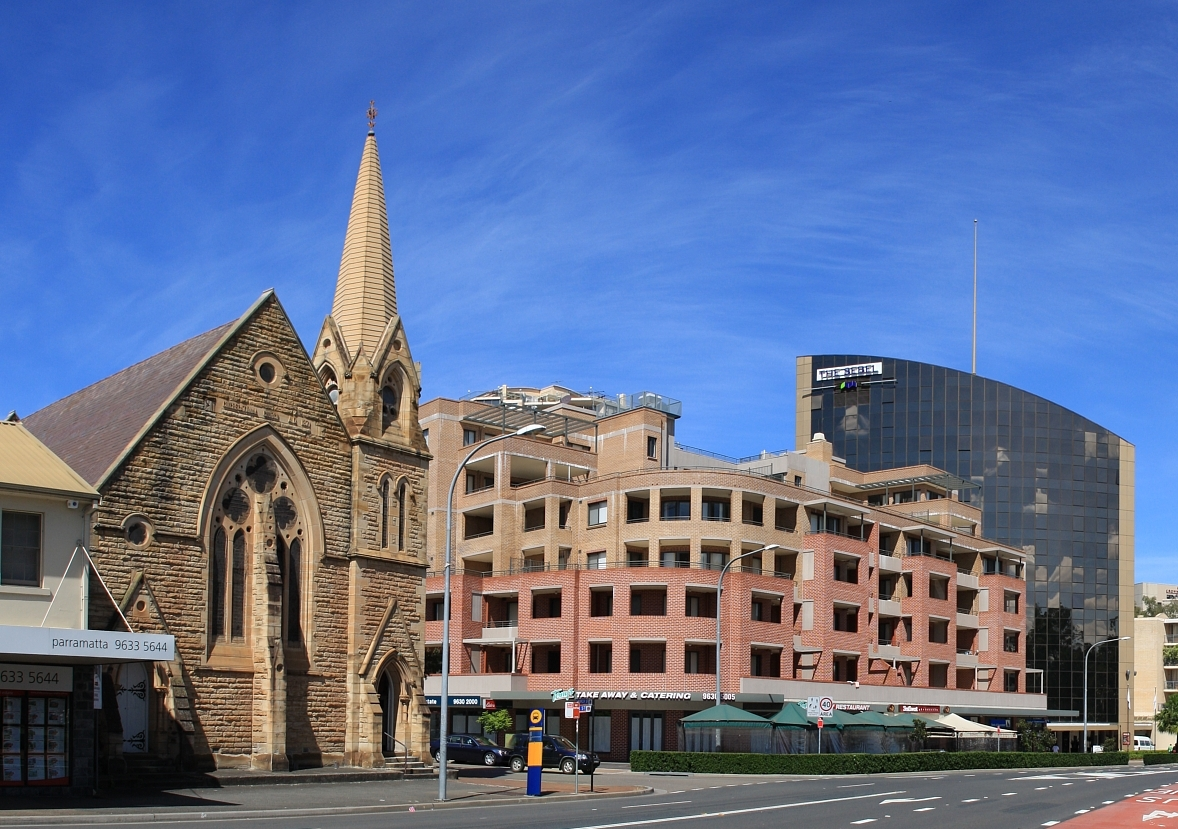
Via Chiesa (Church Street)

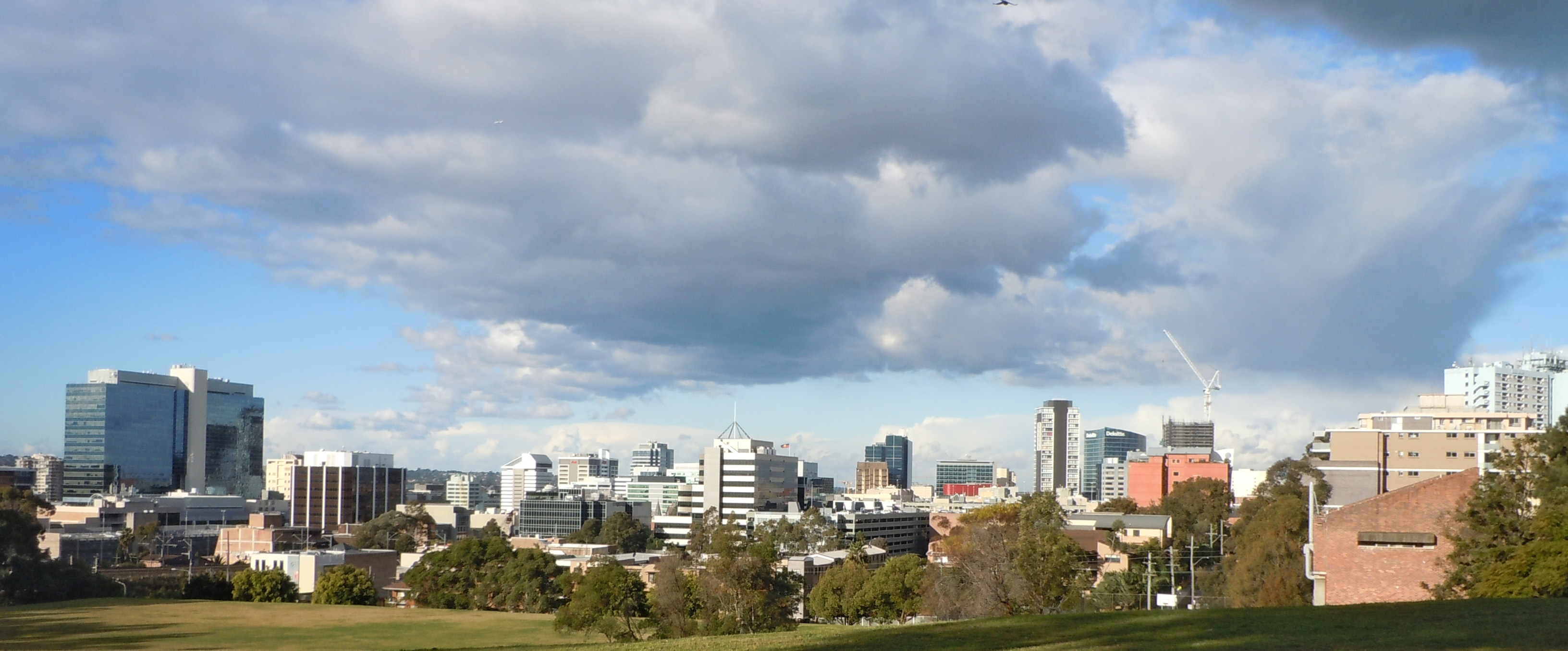
Skyline di Parramatta

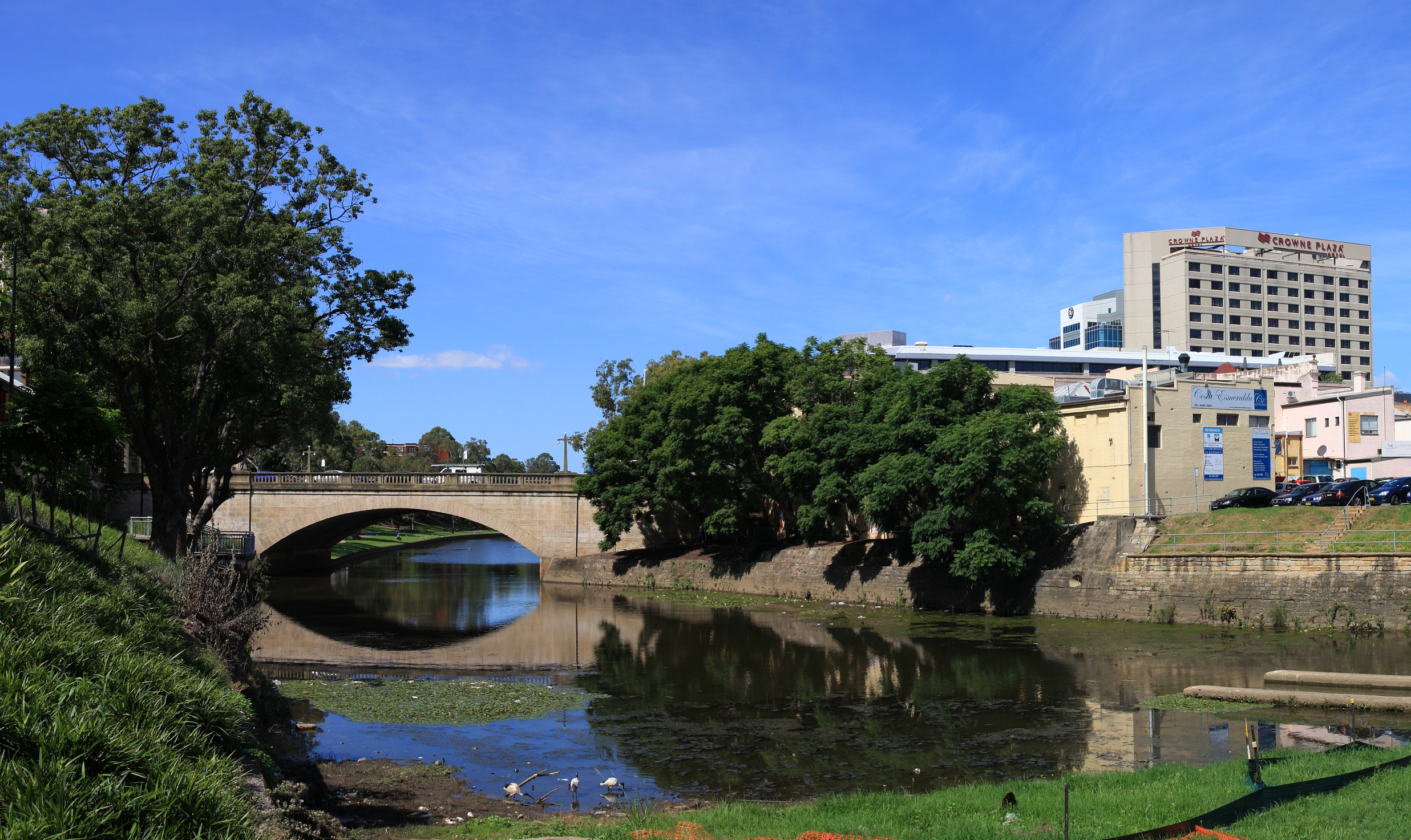
Ponte Lennox

Parramatta (AFI: /parraˈmatta/; in inglese /ˌpærəˈmætə/) è un distretto finanziario dell'area metropolitana di Sydney, in Australia.
È situata nella Grande Sydney Occidentale a 23 km dal Distretto affaristico centrale di Sydney lungo il fiume Parramatta.

## Monumenti e luoghi d'interesse
- Municipio di Parramatta

## Cultura

### Cinema
A Parramatta è parzialmente ambientato il film La prigioniera di Sidney.